# Rhona Martin
Rhona Martin MBE (nascida Rhona Howie, East Ayrshire, 12 de outubro de 1966) é uma ex-curler escocesa. Foi campeã olímpica em Salt Lake City 2002.
Nos Jogos Olímpicos de Torino 2006 a sua equipe ficou em quinto lugar e, após a competição, se retirou de competições internacionais.